# 裕廊工业区
裕廊工業區（英語：Jurong Industrial Park）位於新加坡西南部，是新加坡最早設立的工業區，為該國、也是東南亞最大的工業區。

## 历史
早期這裡是一片沼澤森林區，填平疏導成為工業區。最後發展成裕廊衛星市。
裕廊工業區的工業種類包括造船、修船、煉油、鋼鐵、水泥、夾板、輪胎、化學、汽車裝配、紡織、食品、電纜等。
裕廊鎮裏有完善的現代化公路，還有鐵路通深水碼頭和海港。這個靠近國際航道的深水港，方便輸入原料和輸出成品，是促進裕廊鎮發展的主要原因。